# Râul Izbucu
Râul Izbucu este un afluent al râului Valea Ursului. 

## Hărți
- Harta munții Codru Moma  Arhivat în 9 iunie 2008, la Wayback Machine.
- Harta munții Apuseni